# Fonijatrija
fonijatrija od. grčkog fon, glas, zvuk, + iatreia, (jatrija)/ medicinski tretman, liječenje; uža specijalnost ORL-a koja se bavi liječenjem poremećaja glasa i govora, i u širem smislu poremećajima komunikacije
Upotreba govora i glasa u suvremenoj medijskoj i hipermedijskoj kulturi postavlja sve veće zahtjeve na čovjeka kao nositelja govorne sposobnosti. S druge strane tehnološka okružja ali i kulturne navike na razne načine ujedno i ugrožavaju tu govornu funkciju. Stoga su multidisciplinarni napori suvremene medicinske znanosti usmjereni na očuvanje zdravlja, komunikacijskih, umjetničkih i radnih sposobnosti osoba s poteškoćama korištenja glasa postali sve traženiji, a suvremena primijenjena i teorijska znanost koja ih proučava i primjenjuje u liječenju i prevenciji - fonijatrija - sve kompleksnija i sve neophodnija. 
Nastala je na presjecištima struka koje najrazličitijim tehnikama objektivizacije i kvantifikacije opažanja potkrepljuju subjektivni osjet pacijenta, procjenu eksperata - fonetičara, glasovnih pedagoga, laringologa, logopeda podupirući dijagnostičku hipotezu fonijatra. Danas koristi uvriježene tehnike koje kvantificiraju fizikalne akustičke promjene, zahtijevajući dijagnostiku kroz gotovo sve razine medicinske granularnosti od citoloških analiza preko neuromuskularne, audiološke i psihološke. Zadana u zahtjevima funkcija, od fizioloških do esteskih. 
Kompleksna suvremena fonijatrijska znanost danas ne može bez optičkih vlakana, digitalnih zapisa, elektronskog bilježenja potencijala, sinergijskog digitalnog snimanja pokreta, video snimanja kretanja glasnica, elektroakustičkog zapisa glasovne struje, tehnika, vještina kirurgije i mikrokirurgije. Ne može bez liječnika specijalista fonijatrije, liječnika anesteziologa, medicinskih sestara, fonetičara, psihologa, glasovnih pedagoga, logopeda, elektroakustičara, računarskih i informacijskih i komunikacijskih specijalista.

## Vanjske poveznice
- Fonijatrijski centar ORL Klinike KBC Zagreb
- S. Večerina i sur Priručnik za studente fonijatrije, 2007
- Svjetski Dan glasa
- Werbeck  Arhivirana inačica izvorne stranice od 13. studenoga 2007. (Wayback Machine)
- The Praat program: doing phonetics by computer